# Shmuel Dayan
Shmuel Dayan (Žaškiv, 8 agosto 1891 – Nahalal, 11 agosto 1968) è stato un politico israeliano.

## Biografia
Nato nell'attuale Ucraina - all'epoca parte dell'Impero russo - aderì da ragazzo al movimento sionista. Emigrò in Palestina già nel 1908, quando ancora questa faceva parte dell'Impero ottomano, durante la seconda Aliyah, lavorando poi in diversi insediamenti agricoli. Nel 1911 aderì al partito dei giovani lavoratori, e nello stesso anno fu tra i primi coloni di Degania Alef, dove nel 1915 nacque suo figlio, il futuro generale ed uomo politico Moshe Dayan.
Nel 1921 si trasferì con la famiglia nel moshav Nahalal, il primo ad essere fondato, dove divenne uno dei leader del movimento moshav, compiendo diversi viaggi negli Stati Uniti ed in Polonia come emissario del movimento sionista.
Entrato a far parte del partito Mapai, fu eletto alla Knesset alle prime elezioni del 1949, venendo poi confermato anche nelle due successive legislature (1951-1955 e 1955-1959). Durante la terza legislatura fu anche presidente del parlamento.